# The Astronomical Journal
The Astronomical Journal (ofte forkortet AJ i videnskabelige artikler og referencer) er et fagfællebedømt månedligt videnskabeligt tidsskrift ejet af American Astronomical Society (AAS) og i øjeblikket udgivet af IOP Publishing. Det er en af de førende tidsskrifter for astronomi i verden.
Indtil 2008 blev tidsskriftet udgivet af University of Chicago Press på vegne af AAS. Årsagerne til ændringen til IOP blev angivet af AAS som et ønske fra University of Chicago Press om at revidere deres økonomiske arrangement og deres planer om at udskifte den særlige software, der var blevet udviklet internt. AAS' to andre publikationer, The Astrophysical Journal og dets tillægsserier, fulgte i januar 2009.
Tidsskriftet blev grundlagt i 1849 af Benjamin A. Gould. Det indstillede udgivelsen i 1861 på grund af  den amerikanske borgerkrig, men genoptog den i 1885. Mellem 1909 og 1941 blev tidsskriftet redigeret i Albany, New York. I 1941 overdrog redaktør Benjamin Boss ansvaret for tidsskriftet til AAS.
Den første elektroniske udgave af The Astronomical Journal blev udgivet i januar 1998. Med juli 2006-udgaven begyndte The Astronomical Journal en e-first udgave, en elektronisk version af tidsskriftet udgivet uafhængigt af papirudgaverne.
Fra 2016 blev alle de videnskabelige AAS-tidsskrifter placeret under en enkelt chefredaktør.

## Redaktører
- 2016 og frem: Ethan Vishniac
- 2005–2015: John Gallagher III
- 1984–2004: Paul W. Hodge
- 1980–1983: N.H. Baker
- 1975–1979: N.H. Baker og L.B. Lucy
- 1967–1974 Lodewijk Woltjer (med Baker og Lucy for senere udgaver)
- 1966–1967 Gerald Maurice Clemence [3]
- 1965–1966 Dirk Brouwer og Gerald Maurice Clemence
- 1963–1965 Dirk Brouwer
- 1959–1963 Dirk Brouwer og Harlan James Smith
- 1941–1959 Dirk Brouwer
- 1912–1941 Benjamin Boss
- 1909–1912 Lewis Boss
- 1896–1909 Seth Carlo Chandler
- 1885–1896 Benjamin A. Gould, Jr.
- 1849–1861 Benjamin A. Gould, Jr.